# Kokuei Zoki
Kokuei Zoki war ein japanischer Hersteller von Automobilen.

## Unternehmensgeschichte
Das Unternehmen hatte seinen Sitz in Osaka. 1950 stellte es Personenkraftwagen her, die als Kokuei vermarktet wurden.

## Fahrzeuge
Das einzige Modell Romance war ein Kleinstwagen der Kei-Car-Klasse. Es war ein Dreirad mit vorderem Einzelrad. Der Radstand betrug 185 cm und die Fahrzeuglänge 300 cm. Die offene Karosserie des Cabriolets bot Platz für zwei Personen. Der Einzylindermotor mit 346 cm³ Hubraum und 6 PS Leistung kam von Meguro. Eine andere Quelle ergänzt die Details Luftkühlung und 307 kg Leergewicht.